# Skov- og Naturstyrelsen, Nordsjælland
Skov- og Naturstyrelsen, Nordsjælland er beliggende i Nordsjælland. Det dækker området til Esrum sø i øst og Hillerød i syd og er på 17470 ha, hvoraf 9749 ha er skovbevokset. 
Skov- og Naturstyrelsen, Nordsjælland hed indtil 1. januar 2008 Frederiksborg Statsskovdistrikt som 1. juli 2004 var blevet lagt sammen med det tidligere Tisvilde Statsskovdistrikt.